# کوری کوت
کوری کوت (به انگلیسی: Korey Koot) یک روستا در پاکستان است که در پنجاب واقع شده‌است.